# Arrondissements des Alpes-Maritimes
Le département des Alpes-Maritimes comprend deux arrondissements.

## Composition
| Nom                      | Code Insee | Superficie (km2) | Population (dernière pop. légale) | Densité (hab./km2) | Modifier             |
| ------------------------ | ---------- | ---------------- | --------------------------------- | ------------------ | -------------------- |
| Arrondissement de Grasse | 061        | 1 231,20         | 577 803 (2022)                    | 469                | modifier les données |
| Arrondissement de Nice   | 062        | 3 067,40         | 536 776 (2022)                    | 175                | modifier les données |
| Alpes-Maritimes          | 06         | 4 299,00         | 1 114 579 (2022)                  | 259                | modifier les données |

## Histoire
- 1793 : création du département avec trois districts : Menton, Nice, Puget-Théniers
- 1794 : le district de Menton devient le district de Fort-d'Hercule (Monaco)
- 1800 : création des arrondissements : Nice, Monaco, Puget-Théniers
- 1805 : création de l'arrondissement de San Remo ; l'arrondissement de Monaco est supprimé
- 1814 : le département des Alpes-Maritimes est cédé par la France
- 1860 : deuxième création du département des Alpes-Maritimes : Nice, Grasse, Puget-Théniers
- 1926 : suppression de l'arrondissement de Puget-Théniers

1793 (vert : Nice ; violet : Menton ; bleu : Puget-Théniers)
1801 (vert : Nice ; violet : Monaco ; bleu : Puget-Théniers)
1805 (vert : Nice ; violet : Sanremo ; bleu : Puget-Théniers)
1860 (rose : Nice ; vert : Grasse ; bleu : Puget-Théniers)
1930 (rose : Nice ; vert : Grasse)